# 闇市
闇市（やみいち、英: black market）は、何らかの物価を統制する体制下で物資が不足した状況における、統制に外れ非合法に設けられた独自の市場経済原理で取引を行う市場。「ヤミ市」と表記する場合もある

## 日本の闇市

### 太平洋戦争前
日本では1923年（大正12年）の関東大震災後、東京近郊で露天市が成立している。
また1939年に価格等統制令（昭和14年勅令第703号）が発せられ、商工省下の価格形成委員会（中央・地方）により公定価格が設定されるようになり、産業資材や食品など生活物資の多くは、卸売価格と小売価格が固定化された。
また、1940年からは都市部を中心に配給制度も始まった。
公定価格や配給は、製品の質をあまり問わず統一化されたため、原材料の入手難も加わり品質の劣化が激しくなった。こうして希望する質、量を満たす商品を表立って自由に売買できなくなったことから、必然的にヤミ相場が形成され裏取引が行われるようになり、闇市が形成される余地が生まれた。

### 戦後の闇市

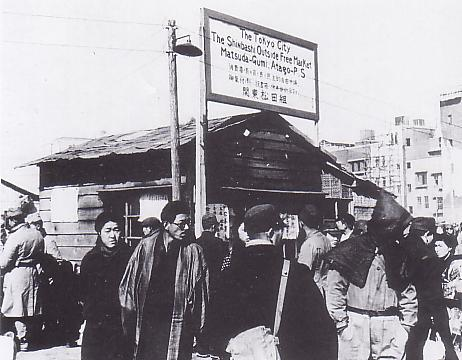
新橋にあったヤミ市。ヤミ市を仕切っていた関東松田組の名前が見える（1946年2月）

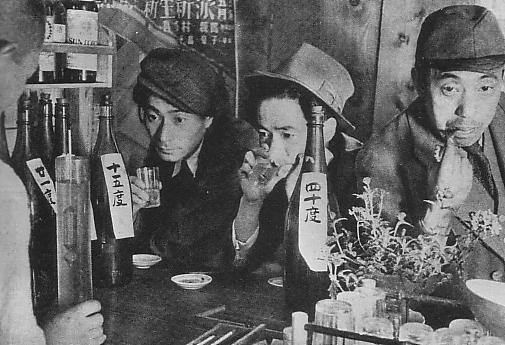
屋台でカストリ酒を飲む人々。瓶にはアルコール度数を記した札のみで中身は不明（1947年）

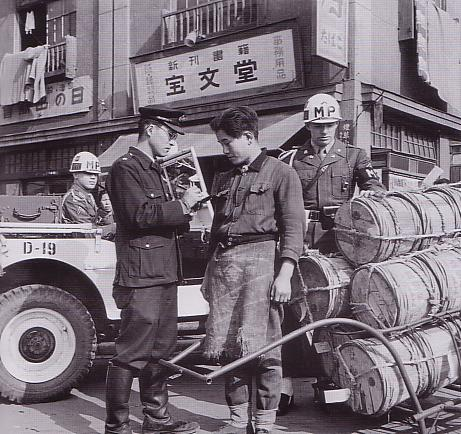
ヤミ物資を没収する警察官とMP（1949年）

一般的に日本の「闇市」として有名なものは、第二次世界大戦・太平洋戦争後の連合国軍占領下の日本の混乱期に成立した商業形態である。なおこの種の市場は終戦直後は「闇市」と蔑称で呼ばれたが、その後国民生活に必要であるとの認識から「ヤミ市」と表現されるようになった。現在の日本で単に闇市と言えば一般的に戦後に行われたものを指すことが多い。
終戦直後の日本では、兵役からの復員や外地からの引揚げなどで都市人口が増加したが、政府の統制物資がほぼ底を突き、物価統制令下での配給制度は麻痺状態に陥っており、都市部に居住する人びとが欲する食料や物資は圧倒的に不足していた。食料難は深刻を極め1945年（昭和20年）の東京の上野駅付近での餓死者は1日平均2.5人で、大阪でも毎月60人以上の栄養失調による死亡者を出した。1947年（昭和22年）には法律を守り、配給のみで生活しようとした裁判官山口良忠が餓死するという事件も起きている。
ほとんど全ての食料を統制物資とした食糧管理制度の下では、配給以外に食料を入手することは即ち違法行為だったのである。ユニセフや戦勝国アメリカ合衆国在住の日系人を主体とするアジア救援公認団体によるララ物資があったものの、不足を埋めるには到底至らず、配給の遅配が相次ぐ事態となっていた。このため人びとは満員列車に乗って農村へと買出しに出かけ、米やサツマイモのヤミ物資を背負って帰ったが、依然都市部の人々の食事は雑炊が続き「米よこせ運動」が各地で勃発した。敗戦後間もない1945年（昭和20年）11月1日に「餓死対策国民大会」が日比谷公園で開催されている。翌年の1946年（昭和21年）5月19日の食糧メーデーには、25万人の労働者が参加して「飯米獲得人民大会」が開催された。
このような状況の下で、戦時中の強制疎開や空襲による焼跡などの空地でヤミ市がはじまった。神戸の三ノ宮駅付近では、終戦翌日の昭和20年（1945年）8月16日にヤミ市が開かれたという。同年8月17日付『京都新聞』では、京都市内での闇市の出現が報じられている。東京では同年8月20日、新宿駅東口に開店した露天市がヤミ市の第1号となった。その後雨後のタケノコのように各地にヤミ市ができていく。東京都北区を例にすると、赤羽・十条・王子など強制疎開で空地になっていた駅前広場にヤミ市が立った。
最初はざるに野菜を載せ、魚を石油缶に入れて売ったりし、物々交換のようなものだった。そのうち木箱を置き雨戸を載せて台にして、生活用品市のようになった。さらに一間四方くらいの店になり、うどんやおでんなどを売るようになった。食物屋が大半であったが、旧日本軍の物資や進駐軍からの放出品、或いは残飯なども上手に繰り回しされ、それらが飛ぶように売れた。しかし食糧管理法はまだ生きていたので、配給以外で入手した食料は当局によって没収された。酒を提供する屋台もあった。
生活必需品も不足しており、放出品や横流し品を販売する者も現れた。さらに知識や能力を活かして修理や製造を始める者もいた。旧制専門学校で応用化学を専攻していた辻信太郎はサッカリンや石鹸を自作し販売していた。食糧難ではあったがカストリ雑誌や古本、カストリ焼酎などの娯楽品も売られていた。大洋図書は闇市で赤本などの卸しの仕事をしていた小出英男が創業した企業が前身である。また長井勝一と夜久勉は雑誌を販売しており、小出と共に青林堂の前身企業を創業している。
空地の出店は的屋（テキヤ）などの組織が地割を取り仕切るようになり、ゴザや筵、よしず張りなどでお互いの境界を区切り、地面に品物を並べる店や、台上に品物を並べる店のほか、食事や酒を提供する移動式の屋台も存在するようになった。やがて焼け残った廃材などでバラック建ての店が建設された。ただし空地でも所有者がいる土地に建物を建てるのは不法占拠であり、大阪府警察本部の警察部長は、この不法占拠者には外国人(第三国人)が多く、中には地主に立ち退きを要求されると暴力行為に及ぶものや、法外な立ち退き料を請求したものもあったと証言している。こうした外国人暴力団の関与が治安を悪化させてしまい、その後の在日外国人に対する見方を醸成したとする指摘もある。さらに日本のヤクザとの抗争も発生し、治安の改善に時間を要した。混乱により立法も進まず、不法占拠を対象とした境界損壊罪と不動産侵奪罪が成立したのは1960年である。
各国の占領軍は武装解除や廃棄兵器の処分の他に、治安維持として闇市の取り締まりや朝鮮人の不法入国取締りを行っていたが、イギリス連邦占領軍は植民地の独立運動が激化していたため武装解除が終了した1946年末には撤収を始めるなど兵員が減少していったため、取り締まりの主体は日本の警察が担うことになった。しかし当時銃器を持たなかった警官隊は武装した外国人暴力団に対し無力であった。一方、1946年（昭和21年）8月1日に大阪府警察本部よって行なわれた大阪闇市封鎖などは当を得ず、却って不足に喘ぐ庶民を苦しめる結果となった。
1948年（昭和23年）9月29日に最高裁判所大法廷で判決が出された食糧管理法違反事件では、ヤミ米を購入し食糧管理法違反として検挙され、配給食のみでは健康を維持できないので、日本国憲法第25条2項目の生存権に反し、食糧管理法自体違憲であるとして飛越上告をし争われた（判決そのものは、「個々の国民に対して具体的、現実的にかかる義務を有するのではない」として、食糧管理法は生存権に反しないとされた）。
同年10月、主婦連合会が発足する。主婦たちはしゃもじを旗印とし、食料不足の解消を訴える活動を開始した。同年11月1日から主食配給は、2合7勺（380グラム）に増配され、人びとの食生活は落ち着きを取り戻していった。1949年（昭和24年）4月1日には野菜の統制が撤廃され、6月1日にはビアホールが解禁になり、また東京の飲食店も再開された。1950年（昭和25年）4月1日、水産物の統制が撤廃された。同年12月1日、大蔵大臣池田勇人の答弁が「貧乏人は麦を食え」と誇張して報道され、いまだ白米が行き渡らぬ家庭の反感を買うが、翌1951年（昭和26年）10月25日には麦の統制撤廃が閣議決定された。これをもって米以外の食品は全て自由販売となり、ヤミ物資ではなくなった。同年12月、東京都内の常設露店は廃止となり、いわゆるヤミ市は姿を消した。
この常設露店は明治以降の夜店の露店も含まれる。公道上で露店を営業する商人を業界内部で平日（ヒラビ）と呼び、的屋は全国にあるタカマチと呼ばれる祭禮を巡る旅人の組織の区別があった。戦後生まれたヤミ市に潜在的失業者の露天商流入が激しくなり、警察は規則を制定する一方で自主的に統制できるように東京都露店商同業組合を作らせた。警察署の管区ごとに組合支部が作られ、ヒラビは、的屋とともに強制的に組合に組み込まれた。組合本部及び各支部の幹部に的屋の親分が就任したが、弊害としてボスが台頭。警察もこれに対処するため露店営業取締規則を作り、一方で1947年以降はボスを取り締まった。
やがて、物流の混乱が収まりつつあると闇市も衰退。警察は経済活動への取締りをやめ、交通取締に一本化。常設露店ももとに戻るはずだったが、連合軍（情報部の公安課）は交通の邪魔になると一斉の露店廃止を、都知事、警視総監、消防総監他に勧告という形の命令を出した。原文兵衛は当時、警視庁の交通警備のトップだったが歩道の露店が自動車の邪魔にはならないと抗議した。原は後に回顧録の中で連合軍が銀座で自動車を駐車する際に露店が邪魔だからやらせたと暴露している。
常設露店の廃止以降も立ち飲み屋などがバラック店舗で商売を継続する例もあり、特に有楽町の東口駅前にある老朽化した東京交通会館の周辺にはた立ち飲み屋や寿司屋など闇市時代から続く木造店舗が密集した「すしや横丁」は、近辺にある新聞社（朝日新聞社、毎日新聞社、読売新聞社など）の記者が情報交換のために集まるなど昼夜を問わず賑わっていた。1964年東京オリンピックの開催に際し、「すしや横丁」などが美観や防災の点から好ましくないと判断され再開発が行われた。

### 検閲
連合国軍最高司令官総司令部(GHQ)はプレスコードなどを発して闇市の現状を報道禁止・検閲を実行し、闇市に関する事柄についても対象に加え言論を統制した。

### 主な闇市
闇市は日本各地の都市部に同時期に発生し、東京では新宿東口から新宿通りに成立していた箇所が知られる。現在では闇市の多くは、商店街や繁華街となっており、かつての面影はない。
一部の地域の裏通りにかつての闇市を思わせる一角が残っていることがあり、例えば、新宿西口の思い出横丁、歌舞伎町の新宿ゴールデン街、中野の中野サンモール、上野のアメヤ横丁、吉祥寺のハモニカ横丁、大阪の鶴橋商店街、大阪の五階百貨店、神戸の元町高架通商店街などが知られている。
かつては下北沢駅に闇市の面影を残す駅前食品市場があったが、駅の地下化に伴う再開発により消滅した。
かつては、秋葉原、新橋、池袋、溝口、船橋、関西では梅田、阿倍野・天王寺駅、三宮など、鉄道駅を中心に大規模な闇市があった。
北海道
- 帯広市 - 新興マーケット、満蒙マーケット（のちに合法化され、→満蒙第1相互会館→ハトヤ百貨店→ハトヤサウナ）、電信通マーケットなど
- 函館市 - 大門広小路（現・はこだてグリーンプラザ<別名・大門グリーンプラザ>）の前身。戦後直後は「闇市通り」と呼ばれていた[18][19]。

### 関連する作品
映画
- 『醉いどれ天使』(1948年、黒澤明監督、舞台となる闇市は大がかりなオープンセット)
- 『肉体の門』(1948年、東宝、監督マキノ正博)
- 『野良犬』(1949年、黒澤明監督、実物の闇市での撮影したシーンがある)
- 『浮雲』(1955年、成瀬巳喜男監督、リアルな闇市はセット)
- 『新悪名』(1962年、森一生監督、大映)
- 『続・拝啓天皇陛下様』（1964年）
- 『肉体の門』(1964年、監督鈴木清順)
- 『男の顔は履歴書』（1966年）
- 『あゝ声なき友』(1972年4月29日公開。松竹)
- 『仁義なき戦い』(1973年、監督深作欣二)
- 『山口組三代目』（1973年、東映、高倉健(田岡一雄をモデルにした映画）
- 『三代目襲名』1974年、東映 高倉健
- 『人間の証明』(1977年、角川春樹事務所製作)
- 『肉体の門』(1977年、日活ロマンポルノ、監督西村昭五郎)
- 『肉体の門』(1988年、東映、監督五社英雄)
- 『瀬戸内ムーンライト・セレナーデ』1997年、篠田正浩監督
- 『地下鉄に乗って』(2006年、篠原哲雄監督)
- 『この世界の片隅に (映画)』（2016年、東京テアトル配給、片渕須直監督・脚本）-こうの史代著の同名漫画を原作とする長編アニメーション映画。戦中・戦後の呉の闇市が登場する。戦中の闇市の描写では、クライマックスの太極旗に対する扱いが原作から改変されたことに関連してモブキャラクターが台湾米に言及する原作にない台詞が追加されている。

テレビドラマ
- 肉体の門（2008年テレビ朝日系列）
- NHK連続テレビ小説
  - 梅ちゃん先生（2012年）
  - ごちそうさん（2013年）主人公が戦後の大阪の闇市で飲食業を始める。
  - とと姉ちゃん（2016年）主人公姉妹が戦後の東京の闇市で、自らが出版した雑誌販売を始める。
  - べっぴんさん（2016年）主人公の姉夫婦が戦後の梅田の闇市で衣類販売店を始め、悪戦苦闘する様子が描かれている。
  - まんぷく （2018年）
  - エール（2020年）主人公の義兄が、闇市で戦災孤児と知り合ったり、闇市のラーメン店に再就職する様子が描かれている。

漫画
- 『空手バカ一代』梶原一騎原作・つのだじろう画
- 『おとこ道』梶原一騎原作・矢口高雄画
- 『暴力大将』（どおくまん原作および画、秋田書店、連載1975-1985年）
- 『はだしのゲン』（戦後の広島の闇市が登場する）
- 『この世界の片隅に』（こうの史代著、双葉社、連載2007-2009年、単行本2008-2009年）-戦中・戦後の呉の闇市が登場する。戦中（昭和19年）の闇市について、砂糖一斤20円（配給の60倍、主人公一家の当月の生活費とへそくりを合わせて25円）という法外な価格での取引が描かれている。戦後の闇市については、主人公らが紙屑の入った進駐軍の残飯雑炊を食し「uma-（美味しい）」と漏らす描写がある。

DVD
- 『映像で綴る昭和の流行歌』(米軍の記録したカラー映像が使われている。)

### 博物館
豊島区立郷土資料館や、江戸東京博物館の常設展示に闇市のコーナーがある。

## 海外の闇市

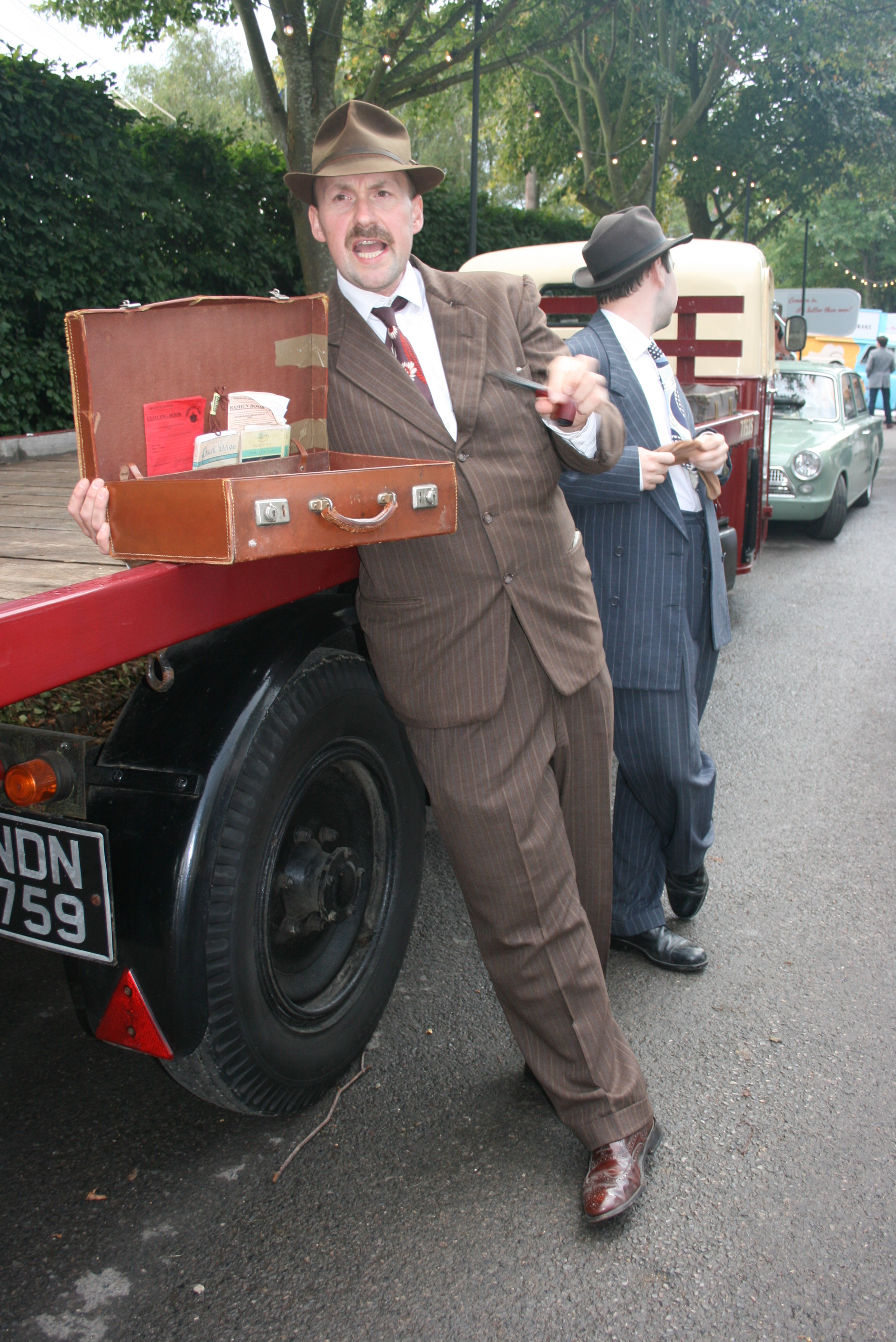
スピーブの再現例

ロシア・ソビエト連邦
ロシア革命とそれに伴うロシア内戦の際の戦時共産主義の時代では、工業と農業の生産システムが機能不全となり、商品は闇市場で取引された。
ソビエト連邦時代の共産圏で禁制品であった西側の物品を扱う密売人をファルツォフカ(ロシア語: Фарцовка)、闇屋をファルツォフシクと呼んだ。これらの人々は、若者やガイド、通訳、タクシー運転手、売春婦など外国人観光客と接触しやすい者が行っていた。当時は、レコード、本、既製品以外の服（デニムなど）などが禁制品で、西側製品に触れようとしていた外国かぶれのサブカルチャー集団スティリャーギ（個人を指す場合は、スティリャーガ）やヒッピー集団のシステマなどは、様々な方法で西側の製品を入手した。当然当局はこれらに対して逮捕や刑罰を行った。1961年には、ジーンズの闇取引を行ったロコトフとファイビシェンコ事件では死刑を宣告された。
ソビエト連邦の崩壊後のロシアでも闇市は興隆した。ロシア財政危機も参照。
フランス
第二次世界大戦中の闇市を扱った作品として、1956年に公開された映画『パリ横断』、1952年に出版されアンテラリエ賞を受賞した闇市で闇成金となった人物を扱った『Au bon beurre』などがある。
第二次世界大戦
第二次世界大戦中・戦後、イギリスではスピーブという闇屋が出現した。同様に戦時・戦後に配給と価格統制を行った多くの国で、闇市がみられた。
第二次世界大戦後のドイツでは、敗戦でライヒスマルクが紙切れとなり、入手が容易なアメリカ・タバコを通貨としたZigarettenwährung（タバコ通貨）を用いた闇市が登場した。
北朝鮮
朝鮮民主主義人民共和国には『チャンマダン』という闇市がある。